# 1626
Portal Geschichte | Portal Biografien | Aktuelle Ereignisse | Jahreskalender | Tagesartikel

◄ |
16. Jahrhundert |
17. Jahrhundert
| 18. Jahrhundert | ►

◄ |
1590er |
1600er |
1610er |
1620er
| 1630er | 1640er | 1650er | ►

◄◄ |
◄ |
1622 |
1623 |
1624 |
1625 |
1626
| 1627 | 1628 | 1629 | 1630 | ► | ►►
Staatsoberhäupter  · Nekrolog   · Musikjahr
| Januar | Januar | Januar | Januar | Januar | Januar | Januar | Januar |
| Kw     | Mo     | Di     | Mi     | Do     | Fr     | Sa     | So     |
| ------ | ------ | ------ | ------ | ------ | ------ | ------ | ------ |
| 1      |        |        |        | 1      | 2      | 3      | 4      |
| 2      | 5      | 6      | 7      | 8      | 9      | 10     | 11     |
| 3      | 12     | 13     | 14     | 15     | 16     | 17     | 18     |
| 4      | 19     | 20     | 21     | 22     | 23     | 24     | 25     |
| 5      | 26     | 27     | 28     | 29     | 30     | 31     |        |

| Februar | Februar | Februar | Februar | Februar | Februar | Februar | Februar |
| Kw      | Mo      | Di      | Mi      | Do      | Fr      | Sa      | So      |
| ------- | ------- | ------- | ------- | ------- | ------- | ------- | ------- |
| 5       |         |         |         |         |         |         | 1       |
| 6       | 2       | 3       | 4       | 5       | 6       | 7       | 8       |
| 7       | 9       | 10      | 11      | 12      | 13      | 14      | 15      |
| 8       | 16      | 17      | 18      | 19      | 20      | 21      | 22      |
| 9       | 23      | 24      | 25      | 26      | 27      | 28      |         |

| März | März | März | März | März | März | März | März |
| Kw   | Mo   | Di   | Mi   | Do   | Fr   | Sa   | So   |
| ---- | ---- | ---- | ---- | ---- | ---- | ---- | ---- |
| 9    |      |      |      |      |      |      | 1    |
| 10   | 2    | 3    | 4    | 5    | 6    | 7    | 8    |
| 11   | 9    | 10   | 11   | 12   | 13   | 14   | 15   |
| 12   | 16   | 17   | 18   | 19   | 20   | 21   | 22   |
| 13   | 23   | 24   | 25   | 26   | 27   | 28   | 29   |
| 14   | 30   | 31   |      |      |      |      |      |

| April | April | April | April | April | April | April | April |
| Kw    | Mo    | Di    | Mi    | Do    | Fr    | Sa    | So    |
| ----- | ----- | ----- | ----- | ----- | ----- | ----- | ----- |
| 14    |       |       | 1     | 2     | 3     | 4     | 5     |
| 15    | 6     | 7     | 8     | 9     | 10    | 11    | 12    |
| 16    | 13    | 14    | 15    | 16    | 17    | 18    | 19    |
| 17    | 20    | 21    | 22    | 23    | 24    | 25    | 26    |
| 18    | 27    | 28    | 29    | 30    |       |       |       |

| Mai | Mai | Mai | Mai | Mai | Mai | Mai | Mai |
| Kw  | Mo  | Di  | Mi  | Do  | Fr  | Sa  | So  |
| --- | --- | --- | --- | --- | --- | --- | --- |
| 18  |     |     |     |     | 1   | 2   | 3   |
| 19  | 4   | 5   | 6   | 7   | 8   | 9   | 10  |
| 20  | 11  | 12  | 13  | 14  | 15  | 16  | 17  |
| 21  | 18  | 19  | 20  | 21  | 22  | 23  | 24  |
| 22  | 25  | 26  | 27  | 28  | 29  | 30  | 31  |

| Juni | Juni | Juni | Juni | Juni | Juni | Juni | Juni |
| Kw   | Mo   | Di   | Mi   | Do   | Fr   | Sa   | So   |
| ---- | ---- | ---- | ---- | ---- | ---- | ---- | ---- |
| 23   | 1    | 2    | 3    | 4    | 5    | 6    | 7    |
| 24   | 8    | 9    | 10   | 11   | 12   | 13   | 14   |
| 25   | 15   | 16   | 17   | 18   | 19   | 20   | 21   |
| 26   | 22   | 23   | 24   | 25   | 26   | 27   | 28   |
| 27   | 29   | 30   |      |      |      |      |      |

| Juli | Juli | Juli | Juli | Juli | Juli | Juli | Juli |
| Kw   | Mo   | Di   | Mi   | Do   | Fr   | Sa   | So   |
| ---- | ---- | ---- | ---- | ---- | ---- | ---- | ---- |
| 27   |      |      | 1    | 2    | 3    | 4    | 5    |
| 28   | 6    | 7    | 8    | 9    | 10   | 11   | 12   |
| 29   | 13   | 14   | 15   | 16   | 17   | 18   | 19   |
| 30   | 20   | 21   | 22   | 23   | 24   | 25   | 26   |
| 31   | 27   | 28   | 29   | 30   | 31   |      |      |

| August | August | August | August | August | August | August | August |
| Kw     | Mo     | Di     | Mi     | Do     | Fr     | Sa     | So     |
| ------ | ------ | ------ | ------ | ------ | ------ | ------ | ------ |
| 31     |        |        |        |        |        | 1      | 2      |
| 32     | 3      | 4      | 5      | 6      | 7      | 8      | 9      |
| 33     | 10     | 11     | 12     | 13     | 14     | 15     | 16     |
| 34     | 17     | 18     | 19     | 20     | 21     | 22     | 23     |
| 35     | 24     | 25     | 26     | 27     | 28     | 29     | 30     |
| 36     | 31     |        |        |        |        |        |        |

| September | September | September | September | September | September | September | September |
| Kw        | Mo        | Di        | Mi        | Do        | Fr        | Sa        | So        |
| --------- | --------- | --------- | --------- | --------- | --------- | --------- | --------- |
| 36        |           | 1         | 2         | 3         | 4         | 5         | 6         |
| 37        | 7         | 8         | 9         | 10        | 11        | 12        | 13        |
| 38        | 14        | 15        | 16        | 17        | 18        | 19        | 20        |
| 39        | 21        | 22        | 23        | 24        | 25        | 26        | 27        |
| 40        | 28        | 29        | 30        |           |           |           |           |

| Oktober | Oktober | Oktober | Oktober | Oktober | Oktober | Oktober | Oktober |
| Kw      | Mo      | Di      | Mi      | Do      | Fr      | Sa      | So      |
| ------- | ------- | ------- | ------- | ------- | ------- | ------- | ------- |
| 40      |         |         |         | 1       | 2       | 3       | 4       |
| 41      | 5       | 6       | 7       | 8       | 9       | 10      | 11      |
| 42      | 12      | 13      | 14      | 15      | 16      | 17      | 18      |
| 43      | 19      | 20      | 21      | 22      | 23      | 24      | 25      |
| 44      | 26      | 27      | 28      | 29      | 30      | 31      |         |

| November | November | November | November | November | November | November | November |
| Kw       | Mo       | Di       | Mi       | Do       | Fr       | Sa       | So       |
| -------- | -------- | -------- | -------- | -------- | -------- | -------- | -------- |
| 44       |          |          |          |          |          |          | 1        |
| 45       | 2        | 3        | 4        | 5        | 6        | 7        | 8        |
| 46       | 9        | 10       | 11       | 12       | 13       | 14       | 15       |
| 47       | 16       | 17       | 18       | 19       | 20       | 21       | 22       |
| 48       | 23       | 24       | 25       | 26       | 27       | 28       | 29       |
| 49       | 30       |          |          |          |          |          |          |

| Dezember | Dezember | Dezember | Dezember | Dezember | Dezember | Dezember | Dezember |
| Kw       | Mo       | Di       | Mi       | Do       | Fr       | Sa       | So       |
| -------- | -------- | -------- | -------- | -------- | -------- | -------- | -------- |
| 49       |          | 1        | 2        | 3        | 4        | 5        | 6        |
| 50       | 7        | 8        | 9        | 10       | 11       | 12       | 13       |
| 51       | 14       | 15       | 16       | 17       | 18       | 19       | 20       |
| 52       | 21       | 22       | 23       | 24       | 25       | 26       | 27       |
| 53       | 28       | 29       | 30       | 31       |          |          |          |

| Januar | Januar | Januar | Januar | Januar | Januar | Januar | Januar |
| Kw     | Mo     | Di     | Mi     | Do     | Fr     | Sa     | So     |
| ------ | ------ | ------ | ------ | ------ | ------ | ------ | ------ |
| 1      |        |        |        | 1      | 2      | 3      | 4      |
| 2      | 5      | 6      | 7      | 8      | 9      | 10     | 11     |
| 3      | 12     | 13     | 14     | 15     | 16     | 17     | 18     |
| 4      | 19     | 20     | 21     | 22     | 23     | 24     | 25     |
| 5      | 26     | 27     | 28     | 29     | 30     | 31     |        |

| Februar | Februar | Februar | Februar | Februar | Februar | Februar | Februar |
| Kw      | Mo      | Di      | Mi      | Do      | Fr      | Sa      | So      |
| ------- | ------- | ------- | ------- | ------- | ------- | ------- | ------- |
| 5       |         |         |         |         |         |         | 1       |
| 6       | 2       | 3       | 4       | 5       | 6       | 7       | 8       |
| 7       | 9       | 10      | 11      | 12      | 13      | 14      | 15      |
| 8       | 16      | 17      | 18      | 19      | 20      | 21      | 22      |
| 9       | 23      | 24      | 25      | 26      | 27      | 28      |         |

| März | März | März | März | März | März | März | März |
| Kw   | Mo   | Di   | Mi   | Do   | Fr   | Sa   | So   |
| ---- | ---- | ---- | ---- | ---- | ---- | ---- | ---- |
| 9    |      |      |      |      |      |      | 1    |
| 10   | 2    | 3    | 4    | 5    | 6    | 7    | 8    |
| 11   | 9    | 10   | 11   | 12   | 13   | 14   | 15   |
| 12   | 16   | 17   | 18   | 19   | 20   | 21   | 22   |
| 13   | 23   | 24   | 25   | 26   | 27   | 28   | 29   |
| 14   | 30   | 31   |      |      |      |      |      |

| April | April | April | April | April | April | April | April |
| Kw    | Mo    | Di    | Mi    | Do    | Fr    | Sa    | So    |
| ----- | ----- | ----- | ----- | ----- | ----- | ----- | ----- |
| 14    |       |       | 1     | 2     | 3     | 4     | 5     |
| 15    | 6     | 7     | 8     | 9     | 10    | 11    | 12    |
| 16    | 13    | 14    | 15    | 16    | 17    | 18    | 19    |
| 17    | 20    | 21    | 22    | 23    | 24    | 25    | 26    |
| 18    | 27    | 28    | 29    | 30    |       |       |       |

| Mai | Mai | Mai | Mai | Mai | Mai | Mai | Mai |
| Kw  | Mo  | Di  | Mi  | Do  | Fr  | Sa  | So  |
| --- | --- | --- | --- | --- | --- | --- | --- |
| 18  |     |     |     |     | 1   | 2   | 3   |
| 19  | 4   | 5   | 6   | 7   | 8   | 9   | 10  |
| 20  | 11  | 12  | 13  | 14  | 15  | 16  | 17  |
| 21  | 18  | 19  | 20  | 21  | 22  | 23  | 24  |
| 22  | 25  | 26  | 27  | 28  | 29  | 30  | 31  |

| Juni | Juni | Juni | Juni | Juni | Juni | Juni | Juni |
| Kw   | Mo   | Di   | Mi   | Do   | Fr   | Sa   | So   |
| ---- | ---- | ---- | ---- | ---- | ---- | ---- | ---- |
| 23   | 1    | 2    | 3    | 4    | 5    | 6    | 7    |
| 24   | 8    | 9    | 10   | 11   | 12   | 13   | 14   |
| 25   | 15   | 16   | 17   | 18   | 19   | 20   | 21   |
| 26   | 22   | 23   | 24   | 25   | 26   | 27   | 28   |
| 27   | 29   | 30   |      |      |      |      |      |

| Juli | Juli | Juli | Juli | Juli | Juli | Juli | Juli |
| Kw   | Mo   | Di   | Mi   | Do   | Fr   | Sa   | So   |
| ---- | ---- | ---- | ---- | ---- | ---- | ---- | ---- |
| 27   |      |      | 1    | 2    | 3    | 4    | 5    |
| 28   | 6    | 7    | 8    | 9    | 10   | 11   | 12   |
| 29   | 13   | 14   | 15   | 16   | 17   | 18   | 19   |
| 30   | 20   | 21   | 22   | 23   | 24   | 25   | 26   |
| 31   | 27   | 28   | 29   | 30   | 31   |      |      |

| August | August | August | August | August | August | August | August |
| Kw     | Mo     | Di     | Mi     | Do     | Fr     | Sa     | So     |
| ------ | ------ | ------ | ------ | ------ | ------ | ------ | ------ |
| 31     |        |        |        |        |        | 1      | 2      |
| 32     | 3      | 4      | 5      | 6      | 7      | 8      | 9      |
| 33     | 10     | 11     | 12     | 13     | 14     | 15     | 16     |
| 34     | 17     | 18     | 19     | 20     | 21     | 22     | 23     |
| 35     | 24     | 25     | 26     | 27     | 28     | 29     | 30     |
| 36     | 31     |        |        |        |        |        |        |

| September | September | September | September | September | September | September | September |
| Kw        | Mo        | Di        | Mi        | Do        | Fr        | Sa        | So        |
| --------- | --------- | --------- | --------- | --------- | --------- | --------- | --------- |
| 36        |           | 1         | 2         | 3         | 4         | 5         | 6         |
| 37        | 7         | 8         | 9         | 10        | 11        | 12        | 13        |
| 38        | 14        | 15        | 16        | 17        | 18        | 19        | 20        |
| 39        | 21        | 22        | 23        | 24        | 25        | 26        | 27        |
| 40        | 28        | 29        | 30        |           |           |           |           |

| Oktober | Oktober | Oktober | Oktober | Oktober | Oktober | Oktober | Oktober |
| Kw      | Mo      | Di      | Mi      | Do      | Fr      | Sa      | So      |
| ------- | ------- | ------- | ------- | ------- | ------- | ------- | ------- |
| 40      |         |         |         | 1       | 2       | 3       | 4       |
| 41      | 5       | 6       | 7       | 8       | 9       | 10      | 11      |
| 42      | 12      | 13      | 14      | 15      | 16      | 17      | 18      |
| 43      | 19      | 20      | 21      | 22      | 23      | 24      | 25      |
| 44      | 26      | 27      | 28      | 29      | 30      | 31      |         |

| November | November | November | November | November | November | November | November |
| Kw       | Mo       | Di       | Mi       | Do       | Fr       | Sa       | So       |
| -------- | -------- | -------- | -------- | -------- | -------- | -------- | -------- |
| 44       |          |          |          |          |          |          | 1        |
| 45       | 2        | 3        | 4        | 5        | 6        | 7        | 8        |
| 46       | 9        | 10       | 11       | 12       | 13       | 14       | 15       |
| 47       | 16       | 17       | 18       | 19       | 20       | 21       | 22       |
| 48       | 23       | 24       | 25       | 26       | 27       | 28       | 29       |
| 49       | 30       |          |          |          |          |          |          |

| Dezember | Dezember | Dezember | Dezember | Dezember | Dezember | Dezember | Dezember |
| Kw       | Mo       | Di       | Mi       | Do       | Fr       | Sa       | So       |
| -------- | -------- | -------- | -------- | -------- | -------- | -------- | -------- |
| 49       |          | 1        | 2        | 3        | 4        | 5        | 6        |
| 50       | 7        | 8        | 9        | 10       | 11       | 12       | 13       |
| 51       | 14       | 15       | 16       | 17       | 18       | 19       | 20       |
| 52       | 21       | 22       | 23       | 24       | 25       | 26       | 27       |
| 53       | 28       | 29       | 30       | 31       |          |          |          |

## Ereignisse

### Politik und Weltgeschehen

#### Heiliges Römisches Reich

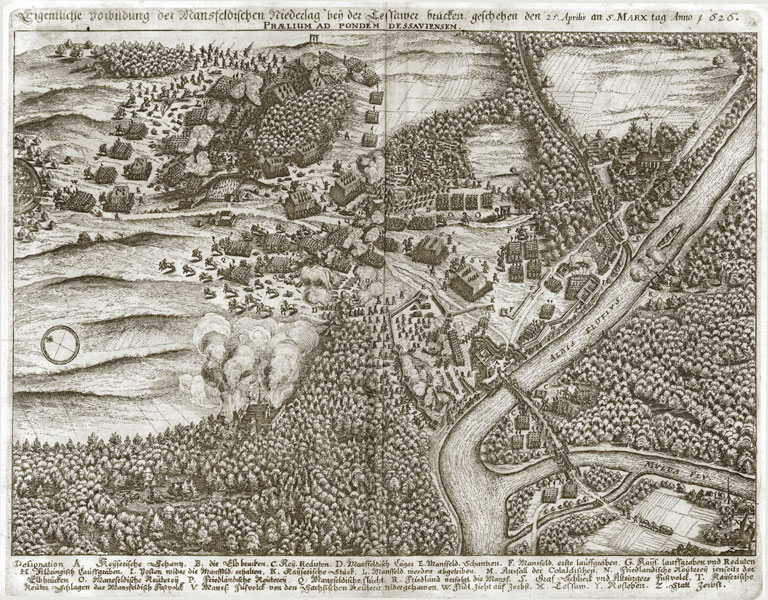
Schlacht bei Dessau

- 25. April: Im Dreißigjährigen Krieg besiegt Wallenstein den protestantischen Heerführer Ernst von Mansfeld in der Schlacht bei Dessau.
- 21. Mai: Der religiös motivierte Oberösterreichische Bauernkrieg gegen die bayerische Besetzung bricht unter der Führung von Stefan Fadinger und Christoph Zeller los. In Peuerbach besiegt Zellers Bauernheer Soldaten des verhassten Statthalters Adam von Herberstorff. Am selben Tag erobert Fadinger Eferding und Wels. Am nächsten Tag wird Zeller von den Bauern zum Oberhauptmann des Mühlviertels und des Machlandviertels gewählt und Fadinger zum Oberhauptmann des Traun- und Hausruckviertels. Fadingers Truppen erobern in der Folge Kremsmünster und Steyr, um von dort dann die Übergabe von Linz zu fordern.
- 9. Juni: Tilly erobert am 30. Maijul. / 9. Juni 1626greg. das dänisch besetzte Münden.
- 24. Juni: Nach einmonatiger Belagerung erobern die oberösterreichischen Bauern Freistadt. Gleichzeitig ist auch die Belagerung von Linz im Gange, die allerdings am 21. Juli durch Adam Graf von Herberstorff erfolgreich abgewehrt werden kann, nachdem sowohl Stefan Fadinger (5. Juli) als auch Christoph Zeller (18. Juli) an in der Schlacht erlittenen Verwundungen gestorben sind.

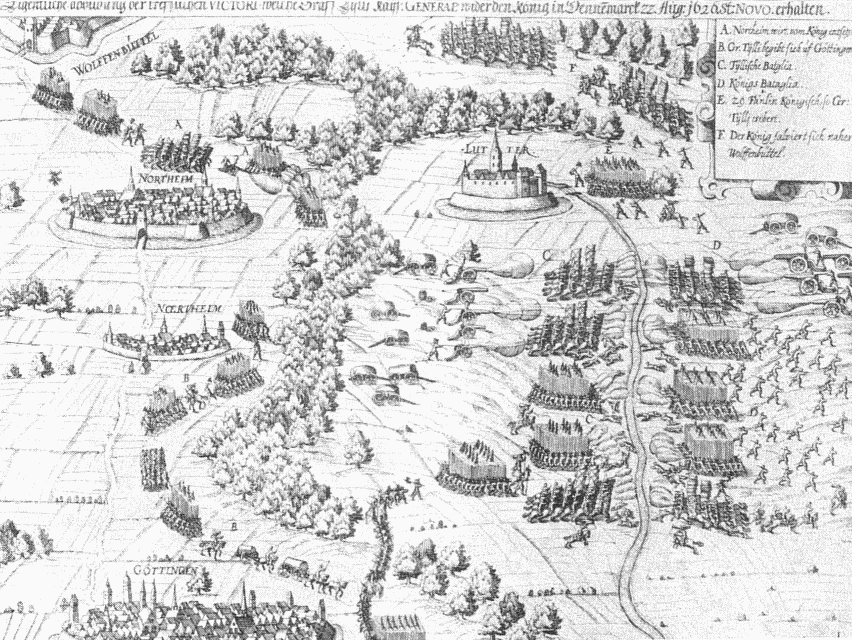
Schlacht bei Lutter,
zeitgenössische Darstellung

- 27. August: Schlacht bei Lutter am Barenberge (südöstl. von Hildesheim, südwestl. von Salzgitter) zwischen den siegreichen Ligatruppen unter Tilly und den Protestanten beziehungsweise Dänen unter Christian IV.
- 9./12. November: Gottfried Heinrich Graf zu Pappenheim besiegt die oberösterreichischen Bauern bei Eferding und Vöcklabruck.
- 8. Dezember: Der habsburgische Erzherzog Ferdinand III. wird zum König von Ungarn gekrönt.
- 20. Dezember: Von Wallensteins Truppen zuvor in Schach gehalten einigt sich Gábor Bethlen, der Fürst von Siebenbürgen, nach seinem Feldzug während des Dreißigjährigen Kriegs im Frieden von Pressburg mit Kaiser Ferdinand II.
- 24. Dezember: Gustav Horn und Jakob De la Gardie besiegen bei Wenden die Polen.

#### Weitere Ereignisse in Europa
- 17. Januar: Ein schwedisches Heer unter König Gustav II. Adolf besiegt im Polnisch-Schwedischen Krieg ein polnisches Heer unter dem Großhetman von Litauen, Lew Sapieha, bei Wallhof.
- 2. Februar: Karl I. wird in der Westminster Abbey zum König von England gekrönt.
- 6. März: Edward Cecil, 1. Viscount Wimbledon, wird wegen der desaströsen Expedition nach Cádiz im Vorjahr vor dem Privy Council angeklagt.

#### Nordamerikanische Kolonien
- 4. Mai: Peter Minuit kauft Indianern für Waren im Gegenwert von 60 holländischen Gulden die Insel Manhattan ab. Neu-Amsterdam kann weiter expandieren.
- Eine Gruppe puritanischer Siedler um Roger Conant gründet den Ort Salem im heutigen Massachusetts.

### Taiwan
Spanier landen auf Taiwan und gründen San Salvador.

### Wirtschaft
- Die Schwedische Ostindien-Kompanie wird gegründet, eine Ostindien-Kompanie, die sich mit dem Handel zwischen Schweden und Indien und Ostasien beschäftigt.
- Kardinal Richelieu gründet die Normannische Kompanie, eine Verbindung der Händler von Dieppe und Rouen, die mit der Erschließung von Senegal und Gambia beauftragt wird.

### Kultur

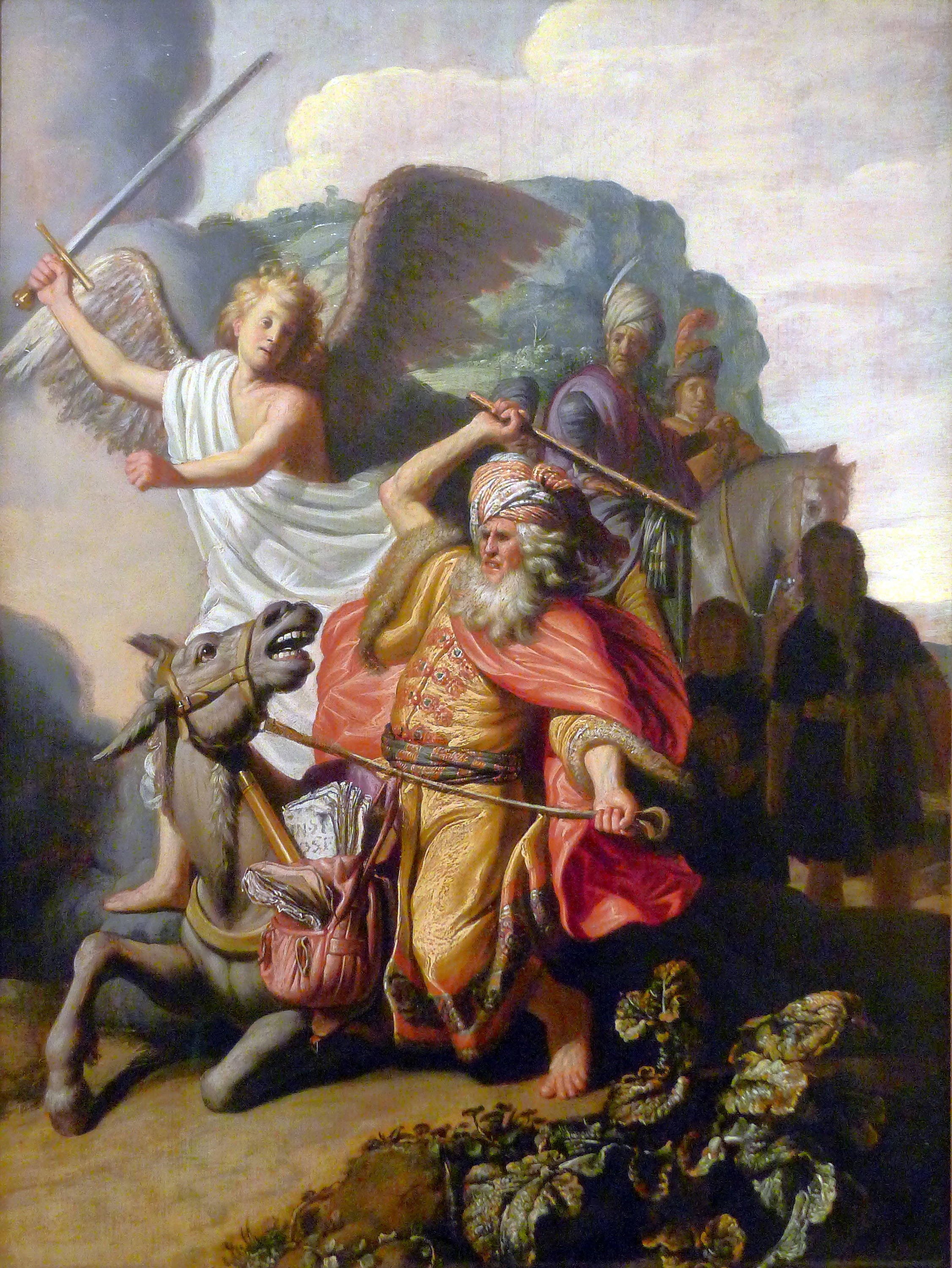
Balaams Esel

- Rembrandt van Rijn malt in Öl auf Holz das Gemälde Balaams Esel.
- Am französischen Hof wird das Streichorchester Vingt-quatre Violons du Roy gegründet.

### Gesellschaft
- Das heutige Erasmus-Gymnasium Amberg wird von den Jesuiten gegründet.

### Religion

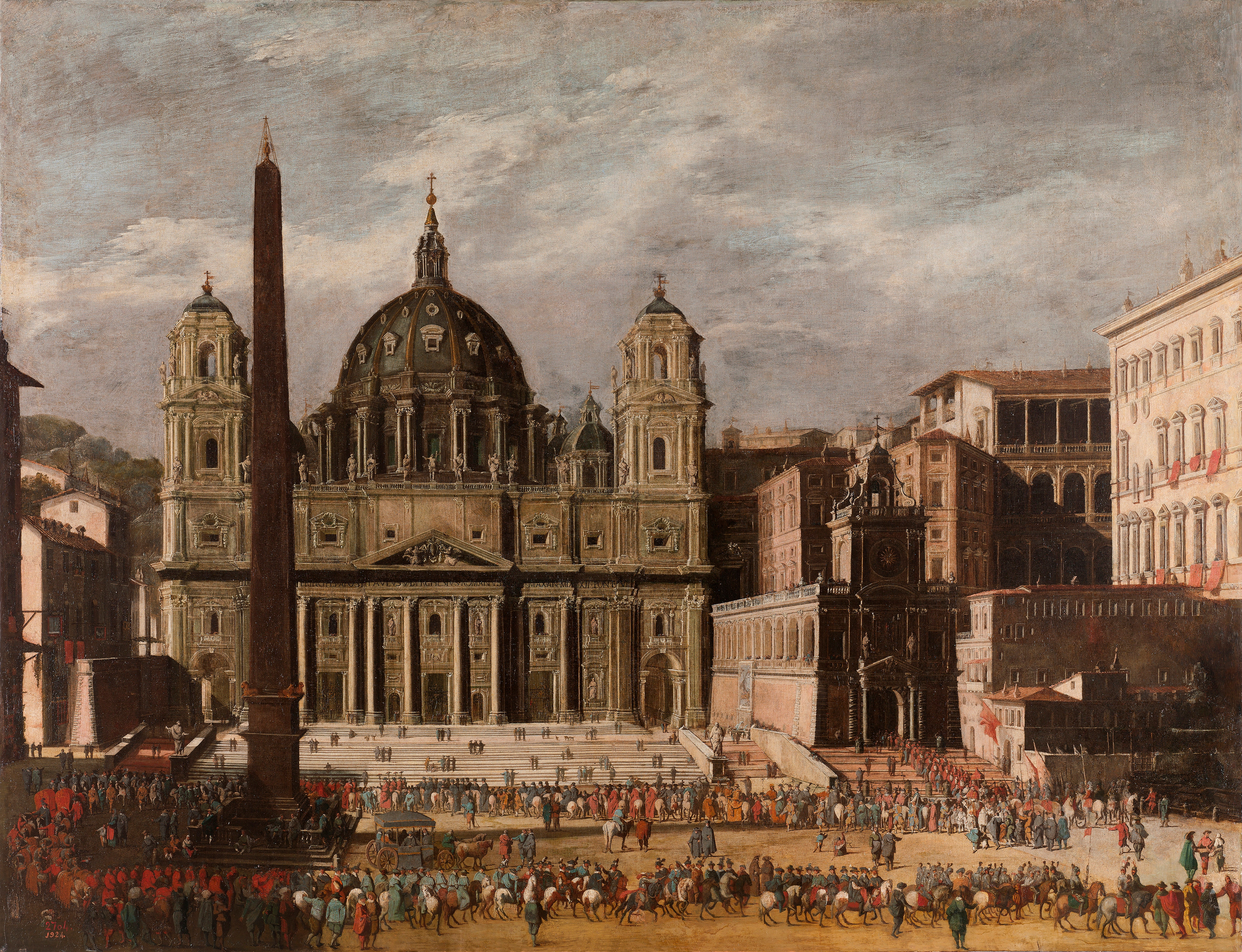
Viviano Codazzi: Die Weihe des Petersdoms (1630)

- 18. November: Papst Urban VIII. weiht in Rom den Petersdom ein.

## Geboren

### Erstes Halbjahr
- 09. Januar: Armand Jean Le Bouthillier de Rancé, französischer Adeliger und Mönch († 1700)
- 16. Januar: Lucas Achtschellinck, flämischer Landschaftsmaler († 1699)
- 05. Februar: Marie de Rabutin-Chantal, Marquise de Sévigné, französische Adelige und Briefautorin († 1696)
- 11. Februar: Emilie von Hessen-Kassel, Fürstin von Tarent und Talmont († 1693)
- 05. März: Anton Heimreich,  deutscher, evangelisch-lutherischer Pfarrer auf Nordstrand, Chronist der Zweiten Marcellusflut († 1685)
- 12. März: John Aubrey, britischer Altertumsforscher († 1697)
- 31. März: Atto Melani, italienischer Kastratensänger, Spion, Diplomat und Schriftsteller  († 1714)
- 02. April: Matthias Tretzscher, deutsch-böhmischer Orgelbauer († 1686)
- 05. April: Jan van Kessel der Ältere, flämischer Maler († 1679)
- 10. April: Franz Egon von Fürstenberg-Heiligenberg, Bischof von Straßburg und kurkölnischer Premierminister († 1682)
- 25. April: Sigmund von Birken, deutscher Schriftsteller († 1681)
- 11. Mai: Caspar Posner, deutscher Physiker und Mediziner († 1700)
- 12. Mai: Louis Hennepin, französischer Missionar und Entdecker († um 1705)
- 17. Mai: Eleonore Katharine von Pfalz-Zweibrücken-Kleeburg, Landgräfin von Hessen-Eschwege († 1692)

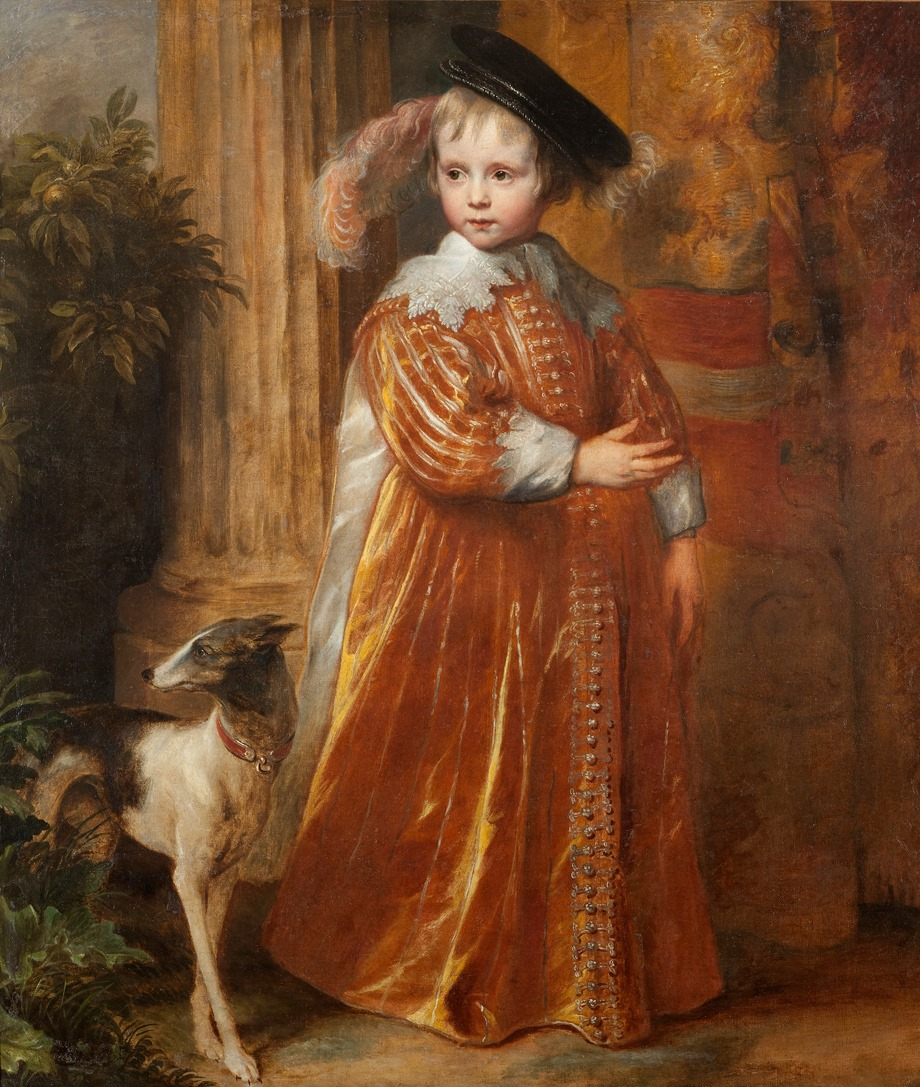
Wilhelm II. von Nassau-Oranien als Kind

- 27. Mai: Wilhelm II., Fürst von Oranien, Graf von Vianden, Herr von Breda, Statthalter von Holland und Zeeland und Graf von Moers († 1650)
- 14. Juni: Werner Theodor Martini, deutscher Rechtsgelehrter († 1685)
- 27. Juni: Johann Andreas Bose, deutscher Historiker und Philologe († 1674)

### Zweites Halbjahr
- 17. Juli: Henriette Marie von der Pfalz, Titular-Pfalzgräfin und Gräfin von Mongatsch († 1651)
- 04. September: Hermann Nottelmann, deutscher Pädagoge († 1674)
- 09. September: Josua Arnd, deutscher Theologe, Historiker und Kirchenlieddichter († 1687)
- 16. September: Leopold Wilhelm von Baden, Markgraf von Baden († 1671)
- 04. Oktober: Richard Cromwell, Sohn Oliver Cromwells und Lord Protector von England, Schottland und Irland († 1712)
- 26. Oktober: Ferdinand von Fürstenberg, Fürstbischof von Münster und Paderborn († 1683)

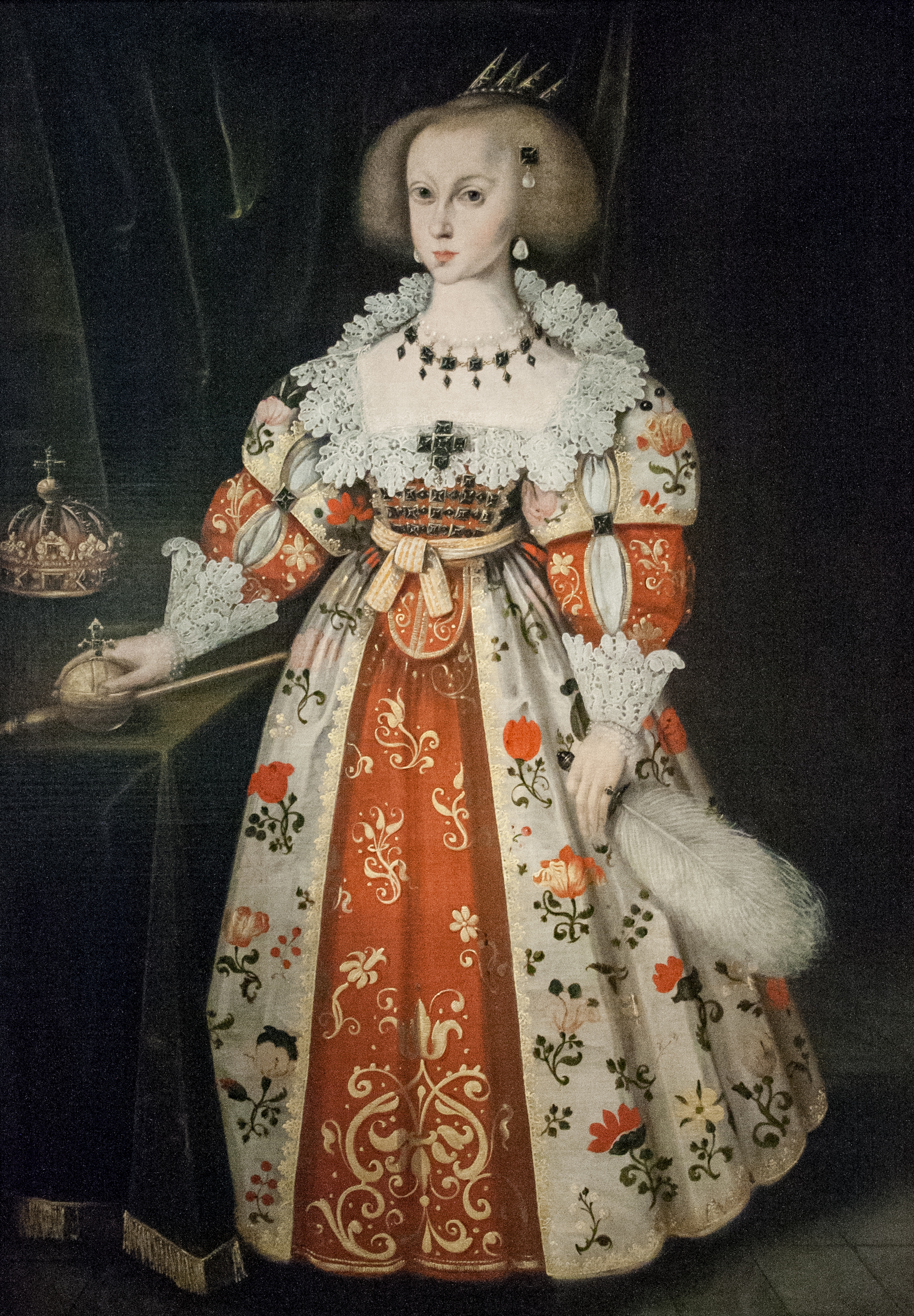
Christina als Kind

- 17. Dezember: Christina, Königin von Schweden († 1689)
- 20. Dezember: Veit Ludwig von Seckendorff, deutscher Gelehrter und Staatsmann († 1692)
- 31. Dezember: Ladislaus Esterházy, ungarischer Feldherr († 1652)

### Genaues Geburtsdatum unbekannt
- Christian Flor, deutscher Komponist und Organist († 1697)
- Cäcilie Zeitlose Wicht, deutsche Pfarrersgattin, Opfer der Hexenverfolgung in Idstein († 1676)

### Geboren um 1626
- Daniel Denton, englischer Siedler und Autor († 1703)

## Gestorben

### Januar bis Juli
- 07. Januar: Matthäus Bacmeister, deutscher Mediziner (* 1580)
- 10. Januar: Hans Berenberg, niederländischer Kaufmann und Gründer der Berenberg Bank (* 1561)
- 14. Januar: Jakob Fugger, Fürstbischof von Konstanz (* 1567)
- 01. Februar: Charles de Choiseul, marquis de Praslin, Marschall von Frankreich (* 1563)

Grab von Wilhelm V. in der Münchner Michaelskirche

- 07. Februar: Wilhelm V., Herzog von Bayern (* 1548)
- 20. Februar: John Dowland, englischer Komponist (* 1563)
- 08. März: Balthasar von Ahlefeldt, königlicher Rat- und Amtsmann von Flensburg und Rendsburg, Herr auf Kollmar, Drage und Heiligenstedten (* 1559)
- 11. März: Rudolf Hospinian, Schweizer evangelischer Geistlicher und Theologe (* 1547)
- 21. März: Wolfgang Schaller, deutscher Mediziner (* 1582)

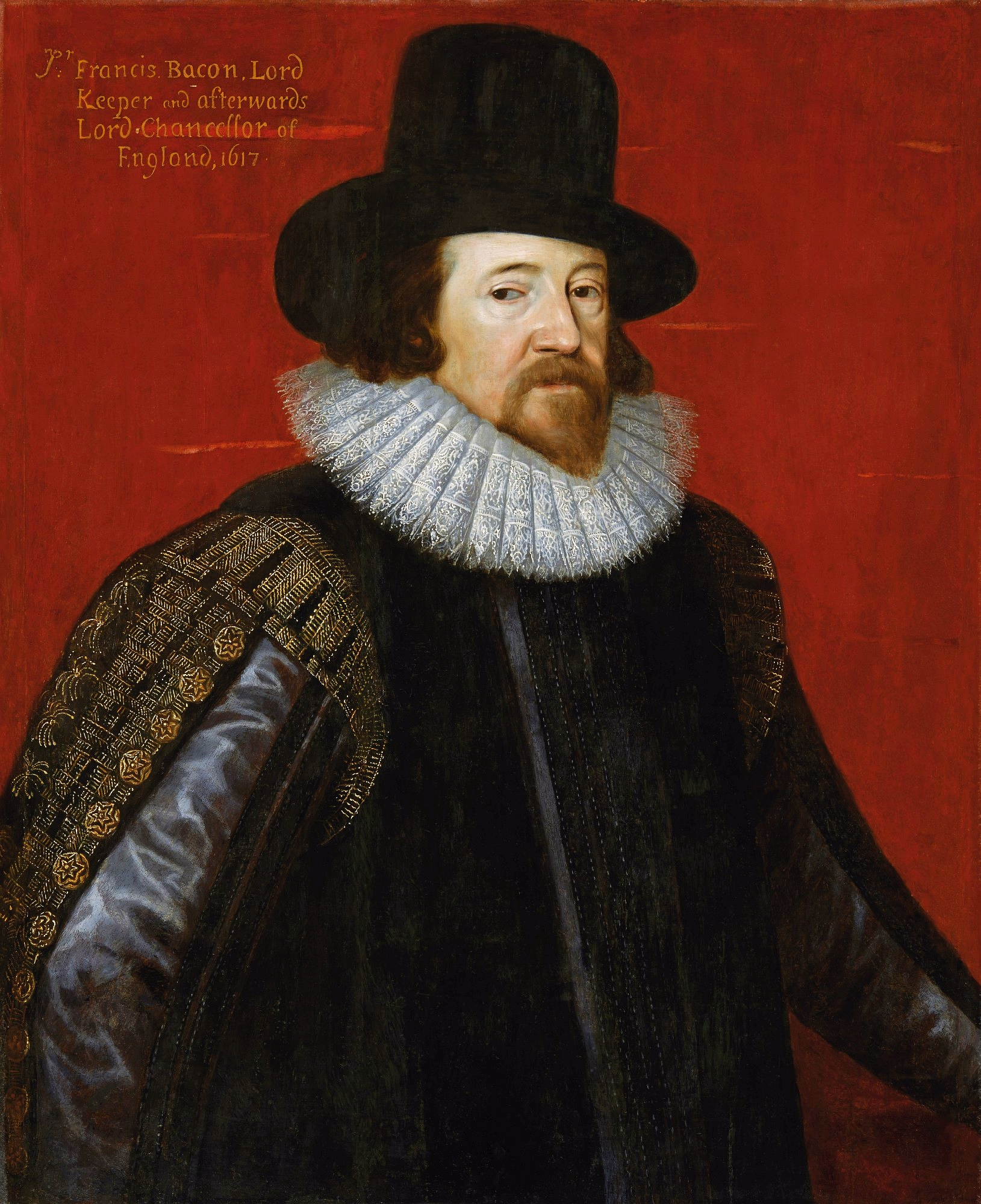
Porträt von Francis Bacon

- 03. April: Florent von Berlaymont, Graf von Berlaymont und Lalaing, Statthalter von Namur, Artois, Geldern-Zutphen und Luxemburg (* um 1550)
- 09. April: Francis Bacon, englischer Philosoph, Naturwissenschaftler und Staatsmann (* 1561)
- 14. April: Gaspare Aselli, italienischer Anatom, Entdecker der Darmlymphgefäße (* um 1581)
- 14. Mai: Cristoforo Roncalli, gen. il Pomarancio, italienischer Maler (* 1552)
- 16. Mai: Christian Baum, deutscher Theologe und Philologe (* 1580)
- 28. Mai: Thomas Howard, 1. Earl of Suffolk, englischer Politiker (* 1561)
- 03. Juni: Juan de Oñate, spanischer Konquistador (* 1550)
- 16. Juni: Christian von Braunschweig-Wolfenbüttel, „der tolle Christian“, protestantischer Feldherr im Dreißigjährigen Krieg (* 1599)
- 13. Juli: Robert Sidney, 1. Earl of Leicester, englischer Staatsmann und Kunstpatron (* 1563)
- 15. Juli: Isabella Brant, erste Ehefrau und Modell von Peter Paul Rubens (* 1591)
- 19. Juli: Elisabeth von Dänemark, Herzogin zu Braunschweig und Lüneburg und Fürstin von Braunschweig-Wolfenbüttel (* 1573)
- 27. Juli: Ludwig V., Landgraf von Hessen-Darmstadt (* 1577)
- 28. Juli: Henning Dedekind, deutscher Komponist (* 1562)

### August bis Dezember
- 13. August: Maria von Braunschweig-Wolfenbüttel, Herzogin von Sachsen-Lauenburg (* 1566)
- 13. August: Johannes Winckelmann, deutscher lutherischer Theologe (* 1551)
- 19. August: Henri de Talleyrand-Périgord, französischer Adliger und Verschwörer (* 1599)
- 22. August: Alessandro Orsini, italienischer Kardinal (* 1592)
- 25. August: Zacharias Brendel der Ältere, deutscher Philosoph, Physiker, Mediziner und Botaniker (* 1553)
- 27. August: Philipp von Hessen-Kassel, Obrist der Hessen-Kasseler Reiterei (* 1604)
- 02. September: Jean-Baptiste d’Ornano, Marschall von Frankreich (* 1581)
- 04. September: Leopold von Stralendorf, Reichsvizekanzler des Heiligen Römischen Reiches (* um 1545)
- 17. September: Johann Schweikhard von Cronberg, Erzbischof und Kurfürst von Mainz (* 1553)
- 25. September: Lancelot Andrewes, englischer Gelehrter, Theologe und Prediger (* 1555)

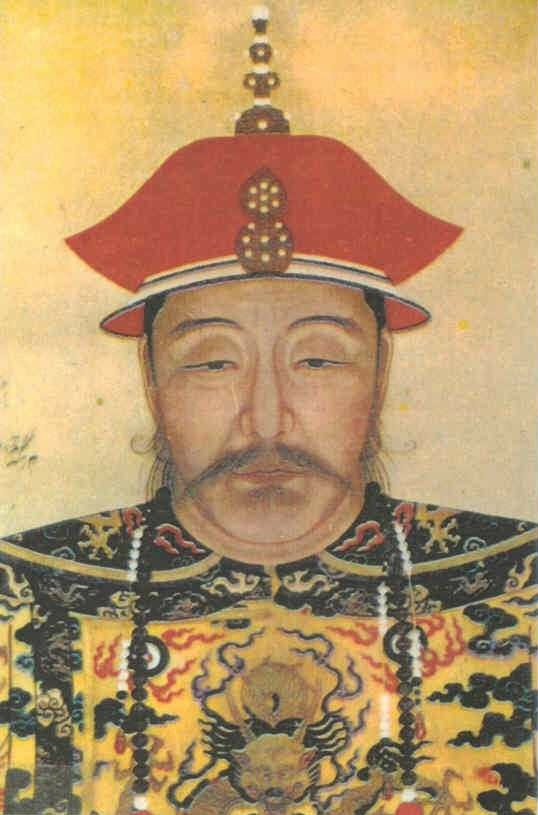
Nurhaci

- 30. September: Nurhaci, Stammesfürst der Jurchen, Einiger der Mandschu und Kaiser von China, Begründer der Qing-Dynastie (* 1559)
- 02. Oktober: Diego Sarmiento de Acuña, spanischer Diplomat (* 1567)
- 07. Oktober: Paul Bril, niederländischer Maler (* 1553/54)
- 24. Oktober: Agnes Magdalene von Anhalt-Dessau, Landgräfin von Hessen-Kassel (* 1590)
- 29. Oktober: Ferdinando Gonzaga, Herzog von Mantua und Montferrat (* 1587)
- 30. Oktober: Johann Textor, deutscher Geschichtsschreiber (* 1582)
- 30. Oktober: Willebrord van Roijen Snell, niederländischer Astronom und Mathematiker (* 1580)
- 18. November: Georg Erasmus von Tschernembl, Calvinist und Wortführer der Stände in Oberösterreich ob der Enns (* 1567)
- 21. November: Anna Maria, Prinzessin von Hessen-Kassel und Gräfin von Nassau-Saarbrücken (* 1567)
- 29. November: Anna von Fürstenberg, Äbtissin des Stifts Oelinghausen (* vor 1568)

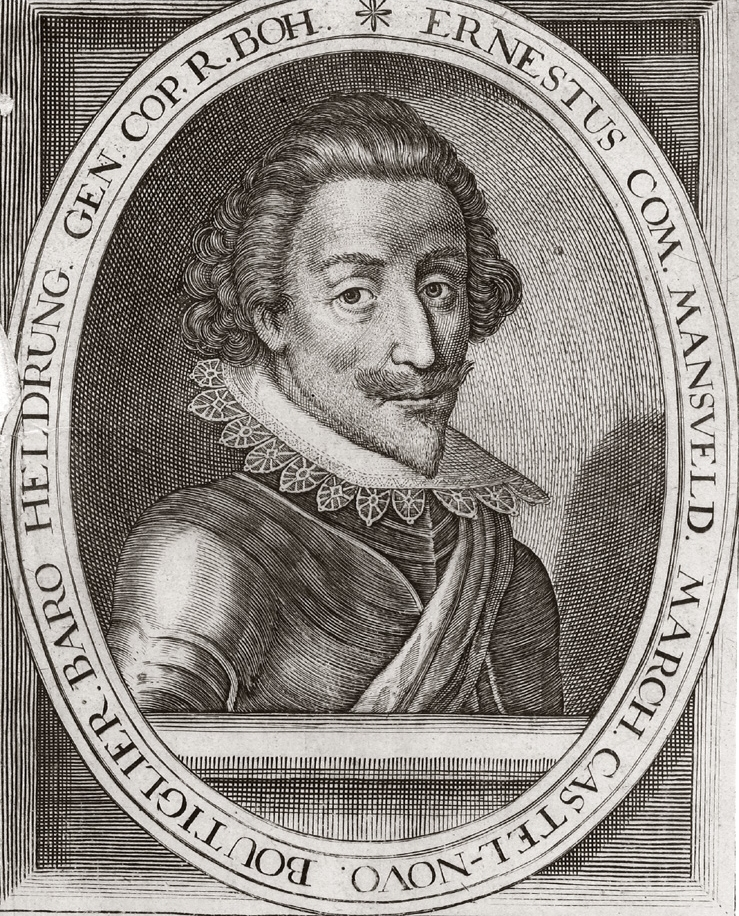
Peter Ernst II. von Mansfeld

- 29. November: Peter Ernst II. von Mansfeld, Söldner und Heerführer im Dreißigjährigen Krieg (* 1580)
- 06. Dezember: Johann Ernst I., Herzog von Sachsen-Weimar (* 1594)
- 28. Dezember: Juraj Zrinski, Ban von Kroatien (* 1599)
- 29. Dezember: Balthasar Meisner, deutscher lutherischer Theologe und Ethiker (* 1587)

### Genaues Todesdatum unbekannt
- zwischen Februar und April: Fabrizio Santafede, neapolitanischer Maler (* ca. 1555)
- Malik Ambar, Peshwa von Ahmadnagar (* 1549)
- Samuel Purchas, englischer Geistlicher und Herausgeber von Reiseliteratur (* 1577)